# Teodorów (gmina Janów)
Teodorów – wieś w Polsce, położona w województwie śląskim, w powiecie częstochowskim, w gminie Janów.
W latach 1975–1998 miejscowość należała administracyjnie do województwa częstochowskiego.